# Club Social y Deportivo Colo-Colo (baloncesto)
La rama de básquetbol masculino del Club Social y Deportivo Colo-Colo fue creada en los años 1950, y desde 2019 participa con dos equipos —series sub-17 y sub-20— en los torneos de la Asociación de Básquetbol de Santiago. En la temporada 2025, el equipo adulto dirigido por Ernesto Menchaca, competirá en la  Liga UNO (máxima categoría) de la Liga Nacional de Básquetbol de Chile.
La primera etapa de la rama de básquetbol, comenzó sus funciones en los años 1950 participando en diversas competencias de la Asociación Santiago hasta el año 1972. El segundo período abarca los años 1995 a 1997 con una destacada participación en el Torneo Dimayor. El tercer ciclo, entre 2014 y 2015, se volvió a la actividad con la participación en la Libcentro y la Liga Nacional de Básquetbol. 
En 2018 la directiva decidió abrir nuevamente la rama, y en 2019 comenzó a participar de los campeonatos de la Asociación Santiago.

## Historia

### Inicios
Los primeros intentos de Colo-Colo por establecer una rama de básquetbol masculino se remontan a junio de 1937, fecha en la que se planteó la posibilidad de fusionar a la institución con el Club Ciclista Internacional. En aquel momento, el Internacional, entidad fundadora de la Asociación de Básquetbol de Santiago en 1923, era uno de los cuadros más fuertes del básquetbol nacional, disputando palmo a palmo con Unión Española la supremacía en la máxima categoría de la capital. Sin embargo, aun cuando el proyecto despertó gran interés entre los socios de Colo-Colo, la idea fue finalmente desestimada por la dirigencia del club.
El primer registro de la actividad de la rama ya constituida de básquetbol de Colo-Colo se encuentra en su participación a comienzos de los años 1950 en las categorías de ascenso de la Asociación Santiago, con la actuación de las divisiones inferiores, segunda y tercera. A comienzos de 1954 el club ascendió a la serie de honor, año en que la campaña culminó en la séptima posición. Durante sus primeras temporadas en Primera División, la institución mejoró año a año sus presentaciones, finalizando en la quinta ubicación en 1955 y en la cuarta posición al año siguiente.

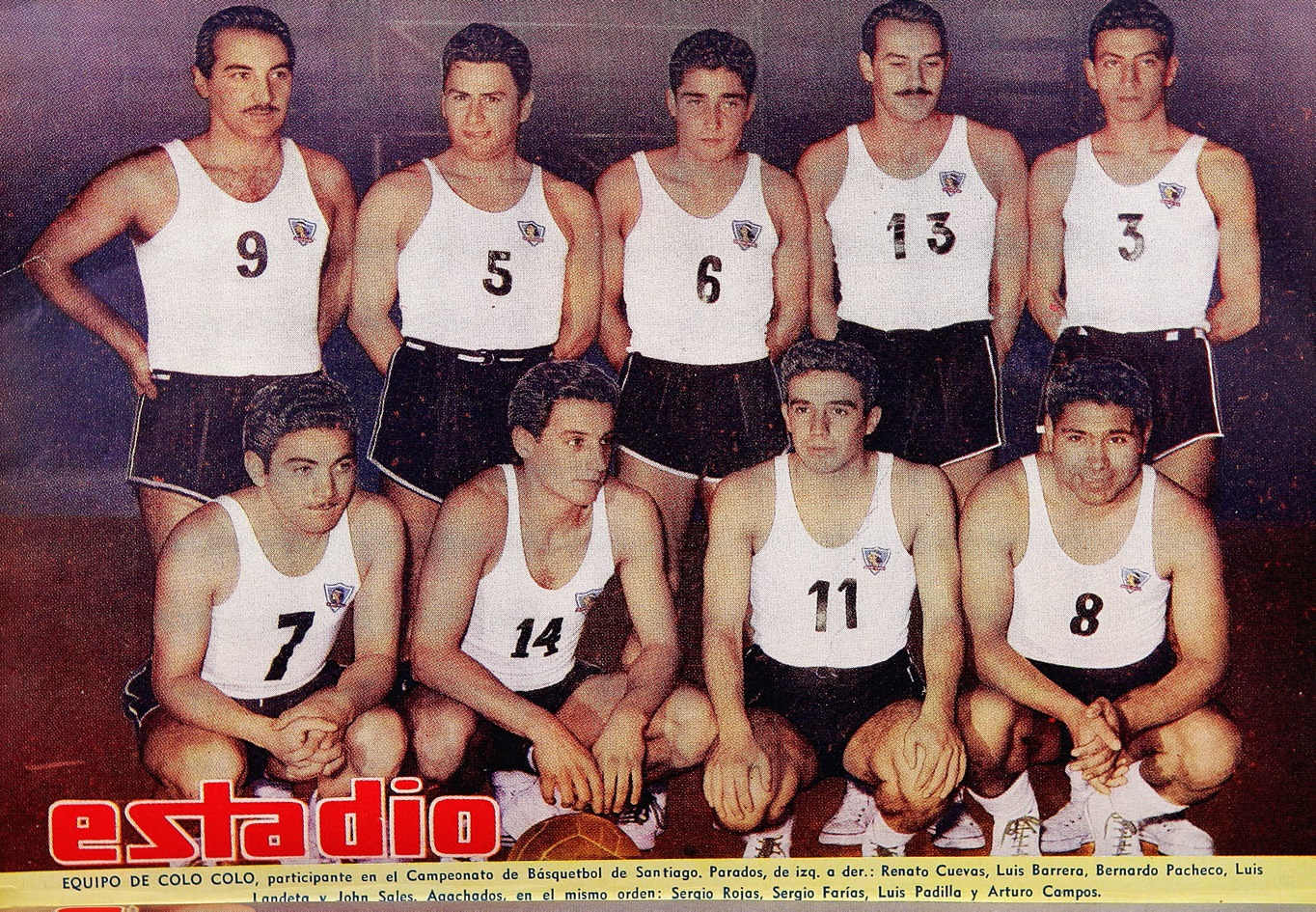
Equipo de Colo-Colo participante en el Campeonato de Básquetbol de Santiago de 1957.

En el año 1957, con el ejemplo de lo hecho por la rama de básquetbol femenina que obtuvo campeonatos tanto de forma local como internacional, la directiva del club decidió potenciar el plantel del equipo, lo que le permitió no solo fortalecer su rendimiento en el campeonato de la Asociación Santiago, sino también aumentar considerablemente el nivel de recaudaciones por encuentro. A lo largo de la temporada 1957, Colo-Colo disputó continuamente los primeros puestos del torneo de la Asociación Santiago, superando, entre otros conjuntos, a Pedro Montt (74:50), Deportivo Olea (70:50) y Palestino (65:58). Sin embargo, luego de caer frente a Famae por 40:45, el club finalizó en la segunda posición del torneo, por detrás del invicto Deportivo Sirio e igualado en puntaje con Famae y Palestino. El primer equipo del club durante esta campaña estuvo compuesto por Luis Barrera, Arturo Campos, Renato Cuevas, Sergio Farías, Luis Landeta, Bernardo Pacheco, Luis Padilla, Sergio Rojas y John Sales. Entre estos, destacó principalmente la figura de Luis Barrera Encalada, quien se incorporó al club en 1954, y alcanzó la distinción de máximo anotador del principal torneo de la capital en las temporadas 1956 y 1957, esta última con un promedio de 21,6 puntos por encuentro.
Tras finalizar empatado en la tercera posición con Unión Española en 1958, en una temporada en la que destacó el triunfo sobre Sirio, Colo-Colo realizó una irregular campaña 1959, en la que, pese a ubicarse en la parte baja de la clasificación, fue destacado por la prensa de la época después de superar consecutivamente a los «tres grandes del torneo»: Unión Española (55:46), Palestino (56:50) y Deportivo Sirio (57:44). El quinteto titular del equipo estuvo compuesto por Pacheco, Blane, Zamorano, Sales y Barrera, este último otra vez entre los principales anotadores del campeonato. Durante la segunda mitad del año, el equipo participó en el Campeonato Metropolitano, competencia integrada por los principales clubes de la Asociación Santiago más los conjuntos destacados de las facultades de la Universidad Católica y la Universidad de Chile. Pese a iniciar con tres triunfos consecutivos y ser uno de los cuadros más anotadores, Colo-Colo se ubicó en posiciones secundarias en un torneo que finalizó con la victoria de Luis Marambio de Quinta Normal.

### Años 1960
La década de 1960 comenzó con la incorporación del seleccionado nacional Humberto Vásquez, proveniente desde Valparaíso. En el torneo local, que arrancó a inicios de julio de ese mismo año, Colo-Colo debutó frente al recién ascendido Deportivo Nacional, club al que superó por 91:54. Los buenos resultados continuaron a lo largo del torneo, venciendo entros otros a Famae (66:51), Ferroviarios (73:64), Sirio (56:49) y Luis Marambio (71:52), estos dos últimos punteros invictos al momento de enfrentarse a Colo-Colo. No obstante, dadas las derrotas frente a Palestino (56:72) y Unión Española (51:56), el club culminó su participación empatado en el primer puesto con Sirio, Unión Española y Luis Marambio, todos con un rendimiento de 9 triunfos y 2 derrotas. Siendo la primera vez en la historia en la que se producía un cuádruple empate en el primer lugar del campeonato, la Asociación Santiago decidió programar una liguilla de definición por el título. En la misma, aun cuando realizó buenas presentaciones, Colo-Colo fue derrotado en sus tres encuentros; frente a Unión Española (51:54), Luis Marambio (61:64) y Sirio (52:54). Una vez concluida su participación, el club compitió una vez más en el Campeonato Metropolitano, torneo que, al igual como sucedió en el torneo de la Asociación, finalizó con un múltiple empate entre Colo-Colo, Tecnología de la Universidad Católica, Medicina de la Universidad de Chile, Unión Española, y Ferroviarios.
Colo-Colo reinició sus actividades en junio de 1961 con la disputa del denominado Campeonato de Tanteo, con formato de doble eliminación y en el que participaron un total de treinta equipos de las distintas asociaciones de la capital. Pese a perder a varios de sus jugadores durante la pretemporada, el club consiguió avanzar hasta la ronda de los ocho mejores, donde fue eliminado por Deportivo Sirio. Por otra parte, en el torneo de la Asociación, dividido en una ronda clasificatoria y una rueda final, comenzó su participación de buena manera tras derrotar a Dávila Baeza por 76:48 y a Palestino 79:67. Sin embargo, en las siguientes fechas el equipo no logró mantener dicho rendimiento, aun cuando consiguió su clasificación varias fechas antes de finalizar la etapa clasificatoria. En la rueda final, compuesta por los seis mejores equipos del torneo, Colo-Colo terminó en la última ubicación, con un rendimiento de cinco derrotas y solo un triunfo frente a Deportivo Sirio por 71:61.

### Tres temporadas en la Dimayor

#### 1995 Ingreso al torneo
En el transcurso del año 1995, el Directorio de Colo-Colo deciden volver gestionar el ingreso del club a la organización mayor del Básquetbol Nacional, diligencia que no había tenido éxito en el año 1994.
Una vez aceptados, los albos debutan con un equipo integrado por figuras nacionales, entre ellos: Julio Córdova, Leo Orellana, Iván Gallardo y los jugadores extranjeros Mack Hilton, Chuck Jones y Natamboo Willingham.
Su actuación despertó interés nacional producto de su buena campaña.  Clasificó a semifinal, terminando su participación en el cuarto lugar. En la primera etapa, clasificó a los Playoff registrando en su campaña de 22 partidos jugados, 12 ganados y 10 perdidos, totalizando 34 puntos.
En cuartos de final - 1º Fase Playoff, los albos enfrentan al conjunto Español de Talca equipo que clasificó segundo en la primera etapa.
Los dos primeros partidos de visita en Talca. El primer partido jugado el 14 de octubre lo gana Colo-Colo  (114:95) y el segundo jugado al día siguiente, 15 de octubre, también en Talca lo gana Español (107:87).
Los siguientes dos encuentros jugados en Santiago los gana Colo-Colo. El primero de ellos el 21 de octubre (112:107), el siguiente, el 22 de octubre (110:83), clasificando a la etapa de semifinalistas.
En la Semifinal – 2° Fase Playoff,  bajo modalidad de “al mejor de tres” define contra el conjunto de Universidad de Concepción.
Los dos primeros partidos se jugaron en Concepción, perdiendo ambos el conjunto albo, el 28 de octubre (89:93) y el 29 de octubre (100:114). En el tercer partido jugado en Santiago el 4 de noviembre Colo-Colo pierde (101:103) y de esa forma no clasifica a la final, terminando su participación en el torneo.

#### 1996 Dos títulos
El año 1996, bajo la dirección del Técnico y Profesor de Educación Física Sr. Carlos Álvarez, asistido por su técnico ayudante y también profesor de Educación Física Sr. Mauricio Mendoza, reúne en su plantel a los siguientes jugadores:
Julio Córdova, Saúl Guerra, Marcelo López, Aldo Carpo, Leo Orellana, Robert Lagos, Alfredo Aliste, Mack Hilton, Chuck Jones, Carey Scurry y dos sub-23: Cristián Rojas y Cristián Poblete.
La campaña del año a fin de año muestra a los albos como Campeón en el Apertura Dimayor 1996 y campeón del Torneo Oficial Dimayor 1996.
En la primera etapa del torneo Dimayor, clasificó a los Playoff, como líder absoluto, totalizando 60 puntos, producto de 28 partidos ganados y 4 partidos perdidos, en el total de 32 partidos jugados.
En cuartos de final - 1º Fase Playoff, clasifica a la siguiente ronda derrotando al conjunto de Deportivo Valdivia, ganando tres partidos contra uno del rival.
En la Semifinal – 2° Fase Playoff, define la clasificación a la disputa del título contra el conjunto de Español de Talca. Los dos primeros partidos jugando de local en Santiago, el conjunto del “Cacique” gana ambos en ajustados desenlaces, el 23 de noviembre (109:107) y el 24 de noviembre (99:95). Los dos siguientes como visita en Talca, Colo Colo los pierde, el 30 de noviembre (85:95) y el 1° de diciembre (88:93). El quinto y definitivo partido se juega en Santiago el 4 de diciembre, Colo-Colo lo gana (109:98), clasificando para enfrentar en la final a Deportivo Petrox de Concepción.
La disputa por el título, con Deportivo Petrox de Talcahuano, fue cerrada, el comienzo con dos partidos jugados en Santiago estableció un empate con un partido ganado para cada uno de los equipo, el 7 de diciembre la victoria fue de Colo-Colo (87:77), al día siguiente, 8 de diciembre, ganó el Deportivo Petrox (97:89).
El tercer y cuarto encuentro jugados en Talcahuano, fue repetición de lo acontecido en Santiago, el tercer encuentro, el 14 de diciembre, lo ganó Colo-Colo (114:98) y cuarto, el 15 de diciembre Deportivo Petrox (111:106).
El quinto choque jugado el 18 de diciembre en Santiago lo ganaron los albos (97:83). El gimnasio “La Tortuga” de Talcahuano, el 22 de diciembre, fue el escenario del sexto y definitivo partido que ganó Colo-Colo, como visita 114 a 104, estableciendo una ventaja de 4/2 insuperable en playoff.

#### 1997 Subcampeón.
A mediados de año, una vez terminado el Campeonato de Apertura, Colo Colo cambia al Director Técnico, quedando a cargo del equipo el Sr. Luis Pérez.
Registrando en la primera etapa una campaña que totalizó 30 puntos, producto de 12 partidos ganados y 6 perdidos en los 18 partidos jugados, ubicándose en la tabla como sublíder y clasificando a los Playoff 
En cuartos de final - 1º Fase Playoff,  los albos enfrentan al conjunto de Union Deportiva Española Temuco, victoria de los albos en cuatro partidos, los dos primeros de local en Santiago con triunfo en el primero de ellos (90:75) y derrota en el segundo (106:110).  Los siguientes dos jugados en Temuco, triunfos para Colo-Colo (112:82) y (86:76), estableciendo un triunfo definitivo que lo clasifica a la segunda etapa de playoff.
En la Semifinal – 2° Fase Playoff, define contra el conjunto de Petrox de Talcahuano. Los dos primeros partidos se jugaron en Santiago, ganando ambos el conjunto albo, (96:81) y (105:101). Los siguientes dos encuentros se jugaron en Talcahuano con triunfos para el local, Deportivo Petrox (97:92) y (99:92). El quinto y definitivo partido se efectúa en Santiago, triunfo de los albos (111:106), ganando su clasificación a la final. 
Disputó la final del campeonato con Universidad de Concepción, registrando los siguientes resultados. El comienzo como visita en Concepción, perdiendo los dos partidos (107:103) y (122:103). Los siguientes tres encuentros se efectuaron en Santiago, como local gana el primer partido (103:93), para perder el cuarto (96:120) y el definitivo quinto encuentro, jugado en el “Gimnasio Sabino Aguad” (104:119), obteniendo el subcampeonato.
En 1998 el conjunto albo dejó de participar en los torneos, declarándose en receso, debido problemas financieros producto de la baja asistencia de público y a malos manejos económicos, lo que provoca discrepancias con los directivos de la Dimayor.

### Un nuevo comienzo
El año 2018, bajo la iniciativa de un grupo de socios del Club, la Vicepresidencia de Ramas Deportivas da curso al proyecto de reapertura de la rama de Básquetbol, esta vez imprimiendo el aprendizaje del proceso anterior y adaptando la iniciativa al modelo deportivo construido con base en la experiencia de la rama de vóleibol.
Esta vez, la nueva aventura comenzaría con la construcción de un combinado sub-20, cuyo principal aspecto está en la selección de los mejores talentos de las escuelas de básquetbol de filiales y potenciado a través un proceso de reclutamiento y selección, consolidando un plantel de 17 deportistas.

### Estadía en la Liga Dos
Recién en la temporada 2023, el equipo adulto del "Cacique" volvió a las competencias de liga, en este caso en la Liga Dos de la LNB Chile, de la mano de su entrenador Ernesto Menchaca y con él a su mando, el equipo albo llegó hasta las semifinales de la Liga Dos 2023, siendo eliminado por Sportiva Italiana, equipo que posteriormente ascendió a la Liga Uno.
En la temporada 2024, los albos dirigidos por Ernesto Menchaca, realizaron una campaña perfecta, ganando todos sus partidos entre Fase Regular y Play-Offs. Después de superar en semifinales, al dificilísimo equipo de Sergio Ceppi, Colo-Colo se metió en la final del torneo, para enfrentarse a otro equipo difícil: Stadio Italiano, que en la otra semifinal, superó al también favorito Truenos de Talca, ganándole como visitante en el quinto partido. Eso sí, los albos barrieron con el equipo de colonia y luego de ganar sus 2 partidos como local, derrotó como visitante al equipo de la comuna de Las Condes, para no solo consagrarse campeón invicto de la Liga DOS 2024; sino que también, lograr el anhelado ascenso a la Liga UNO 2025.

## Datos del club
- Temporadas en Liga Nacional de Basquetbol: 2
- Temporadas en Dimayor: 3
- Temporadas en Libcentro: 2
- Participaciones internacionales:
  - Liga Sudamericana (1): 2015

## Trayectoria en Dimayor
Nota: G: Partidos ganados; P: Partidos perdidos; Pts: Puntos
| Temporada | G  | P  | Pts | Campaña                                                                                               | Resultado Play-offs                                                                      |
| --------- | -- | -- | --- | --- | ---------------------------------------------------------------------------------------- |
| Dimayor   |    |    |     | |                                                                                          |
| 1995      | 12 | 10 | 34  | Clasifica a Playoff - Séptimo en 1.ª Ronda Gana cuartos de final Pierde Semifinales                   | Colo-Colo 3 - D. Español 1 U. de Concepción 3 - Colo-Colo 0                              |
| 1996      | 28 | 4  | 60  | Clasifica a Playoff - Primero en 1.ª Ronda Gana cuartos de final y Semifinales Gana Finales Dimayor   | Colo-Colo 3 - D. Valdivia 1 Colo-Colo 3 - D. Español 2 Colo-Colo 4 - D. Petrox 2         |
| 1997      | 12 | 6  | 30  | Clasifica a Playoff - Segundo en 1.ª Ronda Gana cuartos de final y Semifinales Pierde Finales Dimayor | Colo-Colo 3 - U.D.E. Temuco 1 Colo-Colo 3 - D. Petrox 2 U. de Concepción 4 - Colo-Colo 1 |
| Totales   | 52 | 20 | 124 | |                                                                                          |
| Playoffs  | 20 | 16 | 56  | 1 Campeonato                                                                                          | 1 Campeonato                                                                             |

## Trayectoria en Liga Nacional de Básquetbol
Nota: G: Partidos ganados; P: Partidos perdidos; Pts: Puntos
| Temporada     | G  | P  | Pts | Campaña                                          | Resultado Play-offs                                                                         |
| ------------- | -- | -- | --- | ------------------------------------------------ | ------------------------------------------------------------------------------------------- |
| Liga Nacional |    |    |     |                                                  |                                                                                             |
| 2014-15       | 12 | 10 | 34  | Gana 1.ª Ronda Gana Semifinales Gana Finales LNB | Colo-Colo 2 - D. Español 0 Colo-Colo 3 - U. de Concepción 1 Colo-Colo 3 - Deportes Castro 2 |
| 2015-16       | 9  | 13 | -45 | Fase regular                                     |                                                                                             |
| 2025          | 15 | 17 | 47  | Pierde Cuartos de final                          | Colo-Colo 1 - U. de Concepción 3                                                            |
| Totales       | 36 | 40 | 112 |                                                  |                                                                                             |
| Playoffs      | 12 | 11 | 35  | 1 Campeonato                                     | 1 Campeonato                                                                                |

## Trayectoria en Liga Sudamericana de Clubes 2015
| Pos. | Equipo      | Pts | PJ | PG | PP | PF  | PC  | Dif |
| ---- | ----------- | --- | -- | -- | -- | --- | --- | --- |
| 1.   | UniCEUB 1   | 5   | 3  | 2  | 1  | 263 | 241 | 22  |
| 2.   | Quilmes 1   | 5   | 3  | 2  | 1  | 275 | 239 | 36  |
| 3.   | Colo-Colo 2 | 3   | 3  | 1  | 2  | 229 | 264 | –35 |
| 4.   | Atenas 2    | 3   | 3  | 1  | 2  | 263 | 286 | –23 |

|  | Clasificado a la siguiente fase del torneo. |

1: UniCEUB supera a Quilmes al haber ganado el partido entre ambos.
2: Colo-Colo supera a Atenas al haber ganado el partido entre ambos.

Los horarios corresponde al huso horario de Santiago, UTC –3:00.
| 13 de octubre, 18:45 | Quilmes                                                       | 76–93                | UniCEUB                                               | Santiago                                                                                           |  |
|                      | Parciales: 23 – 29, 16 – 17, 18 – 27, 19 – 20                 |                      |                                                       | |  |
|                      | Estadísticas W. Baxley 19 D. Romero y E. Ruiz 6 L. Cequeira 4 | Reporte Pts Reb Asts | Estadísticas 19 Giovanonni 10 Giovanonni 4 Giovanonni | Pabellón: Gimnasio Municipal de Quilicura Árbitros: Alejandro Sánchez Humberto Muñóz Pedro Vásquez |  |

| 13 de octubre, 21:00 | Colo-Colo                                            | 92–89                | Atenas                                                   | Santiago                                                                                           |  |
|                      | Parciales: 26 – 25, 23 – 20, 23 – 23, 20 – 21        |                      |                                                          | |  |
|                      | Estadísticas J. Thomas 26 J. Thomas 10 E. Marechal 7 | Reporte Pts Reb Asts | Estadísticas 18 D. Coleman 10 D. Coleman 9 M. De Gouveia | Pabellón: Gimnasio Municipal de Quilicura Árbitros: Cristiano Maranho Juan Fernández Flavio Zavala |  |

| 14 de octubre, 18:45 | Atenas                                              | 73–103               | Quilmes                                                | Santiago                                                                                          |  |
|                      | Parciales: 22 – 28, 18 – 28, 16 – 24, 17 – 23       |                      |                                                        |                                                                                                   |  |
|                      | Estadísticas D. Coleman 19 N. Catala 6 D. Coleman 7 | Reporte Pts Reb Asts | Estadísticas 20 L. Cequeira 7 W. Baxley 13 L. Cequeira | Pabellón: Gimnasio Municipal de Quilicura Árbitros: Cristiano Maranho Flavio Zavala Pedro Vásquez |  |

| 14 de octubre, 21:00 | UniCEUB                                            | 79–64                | Colo-Colo                                            | Santiago                                                                                            |  |
|                      | Parciales: 16 – 12, 18 – 17, 15 – 17, 30 – 18      |                      |                                                      | |  |
|                      | Estadísticas Giovanonni 27 R. Reis 13 F. Chianta 9 | Reporte Pts Reb Asts | Estadísticas 19 J. Thomas 10 J. Thomas 7 E. Marechal | Pabellón: Gimnasio Municipal de Quilicura Árbitros: Juan Fernández Alejandro Sánchez Humberto Muñoz |  |

| 15 de octubre, 18:45 | UniCEUB                                            | 91–101               | Atenas                                                    | Santiago                                                                                        |  |
|                      | Parciales: 28 – 23, 15 – 20, 22 – 22, 26 – 36      |                      |                                                           |                                                                                                 |  |
|                      | Estadísticas A. Belchor 25 R. Reis 8 F. Chiantia 9 | Reporte Pts Reb Asts | Estadísticas 33 I. Loriente 17 D. Coleman 3 M. De Gouveia | Pabellón: Gimnasio Municipal de Quilicura Árbitros: Juan Fernández Humberto Muñóz Pedro Vásquez |  |

| 15 de octubre, 21:00 | Colo-Colo                                                         | 73–96                | Quilmes                                              | Santiago                                                                                              |  |
|                      | Parciales: 11 – 33, 18 – 28, 24 – 19, 20 – 16                     |                      |                                                      | |  |
|                      | Estadísticas E. Marechal 15 B. Zara 5 E. Marechal y E. Carrasco 3 | Reporte Pts Reb Asts | Estadísticas 36 W. Baxley 5 J. Durley 10 L. Cequeira | Pabellón: Gimnasio Municipal de Quilicura Árbitros: Cristiano Maranho Alejandro Sánchez Flavio Zavala |  |

## Jugadores
(**) Osven Ledezma se integró a mitad de semestre

## Plantel CampeónLiga Nacional de Básquetbol 2014-15

### Exjugadores
| 1995-1998 - Leonardo Orellana (1995-1998) - Julio Cordova (1995-1998) - Cristián chino Rojas (1995-1998) - Cristian Poblete (1996-1998) - Robert Lagos (1996) - Alfredo Aliste (1996) - Marcelo López (1996) - Aldo Carpo (1996) - Emilio Paris (1997) - Ivan Gallardo (1997) - Patricio Arroyo (1997) - Ricardo Leppe (1995) - Saúl Guerra (1997-1997) - Víctor Saavedra (1995) - Oscar Ollarce (1995) - Fernando Yáñez (1995) | Libcentro 2014 - Ruben Delgado (2014) - Ignacio Del Río (2014) - Andrés Lavín (2014) - Lautaro Abarca (2014) Liga Nacional 2014-2015 - Torres, Diego (2014-2015) - Cornejo, José (2014-2015) - Cabrera, Claudio (2014-2015) - Aguirre, Diego (2014-2015) - Infante, Cristóbal (2014-2015) - Collao, José Ignacio (2014-2015) - Valencia, Jorge (2014-2015) - Morales, Franco (2014-2015) - Carlos Fuentes Estay (2014-2015) | Libcentro 2015 y Copa Chile 2015 - Sebastian Fuentes (2014-2015) - Ronald Contreras (2014-2015) - Erik Carrasco (2014-2015) - Felipe Huincaguelo (2015) - Oliver Hermosilla (2015) - Evandro Arteaga (2015) | Liga Nacional 2015-2016 - Osven Ledezma (2014-2015) - Fernando Schuler (2014-2015) - Claudio Soto (2014-2015) - Felipe González (2015) - Mauricio Rivero (2015) - Cristopher Aros (2015) - Luisino Paez (2015) - Joaquín Urzúa (2015) - Badir Zará (2015) - Ramón Gatica (2015) - Eduardo Marechal (2015) - Matias Villagran (2015) - Jorge Schuler (2015) |

### Extranjeros en el club
| Estadounidenses - Mike Coleman (1995) - Phil James (1995) - Reggie Turner (1995) - Natamboo Willingham (1995) - Chuck Jones (1995-1996) - Carey Scurry (1996-1997) - Mack Hilton (1995-1997) - O'Louis McCullough (2014-2015) - Pervis Pasco (2014-2015) - Ron Stokes (2015) - John A. Thomas (2015) | Brasileños - Adriano Machado (2015) Cubanos - Kiyodsyy Balve (2015) |

## Indumentaria y patrocinadores
Esta es la cronología de las marcas y patrocinadores de la indumentaria del club.
| |           |
| \| Período \| Proveedor \| \| ----------- \| --------- \| \| 1995 - 1998 \| Nike \| \| 2014 \| Peak \| \| 2014 - 2015 \| Sixthman \| \| 2015 \| Macron \| \| 2018 - 2019 \| Luanvi \| \| 2019 - 2020 \| Umbro \| \| 2022 - 2023 \| Playmaker \| \| 2024 - \| Macron \| |           |
| Período | Proveedor |
| 1995 - 1998 | Nike      |
| 2014 | Peak      |
| 2014 - 2015 | Sixthman  |
| 2015 | Macron    |
| 2018 - 2019 | Luanvi    |
| 2019 - 2020 | Umbro     |
| 2022 - 2023 | Playmaker |
| 2024 - | Macron    |

| |                        |
| \| Período \| Patrocinador \| \| ----------- \| ---------------------- \| \| 1995 - 1997 \| Guendelman \| \| 2014 - 2015 \| Colegio Boston College \| \| 2015 \| La Cuarta \| \| 2018 \| Eucaliptus \| \| 2024 \| Clínica Meds \| |                        |
| Período | Patrocinador           |
| 1995 - 1997 | Guendelman             |
| 2014 - 2015 | Colegio Boston College |
| 2015 | La Cuarta              |
| 2018 | Eucaliptus             |
| 2024 | Clínica Meds           |

| |                            |
| \| Período \| Patrocinador \| \| ----------- \| -------------------------- \| \| 2014 - 2015 \| Sparta \| \| 2015 \| ADN Radio Chile \| \| 2015 \| Investing Capital \| \| 2015 \| Municipalidad de Quilicura \| \| 2024 \| Electrolit \| |                            |
| Período | Patrocinador               |
| 2014 - 2015 | Sparta                     |
| 2015 | ADN Radio Chile            |
| 2015 | Investing Capital          |
| 2015 | Municipalidad de Quilicura |
| 2024 | Electrolit                 |

## Palmarés

### Torneos nacionales
- Campeonato Nacional Dimayor/Liga Nacional de Básquetbol (2): 1996, 2014-15
- Campeonato de Apertura Dimayor (1): 1996
- Copa Chile de Básquetbol (1): 2015
- Liga DOS (1): 2024
- Copa Chile DOS (1): 2023

### Torneos locales
- Campeonato de Tanteo (2): 1962, 1963, 1967
- Campeonato Metropolitano / Campeón Asoc Santiago Apertura (1): 1960
- Final General (1): 1963
- Campeón Asoc Santiago: 1994
- Campeón Copa Glorias Navales (Venciendo a Flamengo de Brasil): 1961
- Campeón Internacional Armando Robles: 1956